# Ferocactus haematacanthus
Ferocactus haematacanthus là một loài thực vật có hoa trong họ Cactaceae. Loài này được (Monv. ex Salm-Dyck) Bravo ex Backeb. & F.M.Knuth mô tả khoa học đầu tiên năm 1935.

## Hình ảnh

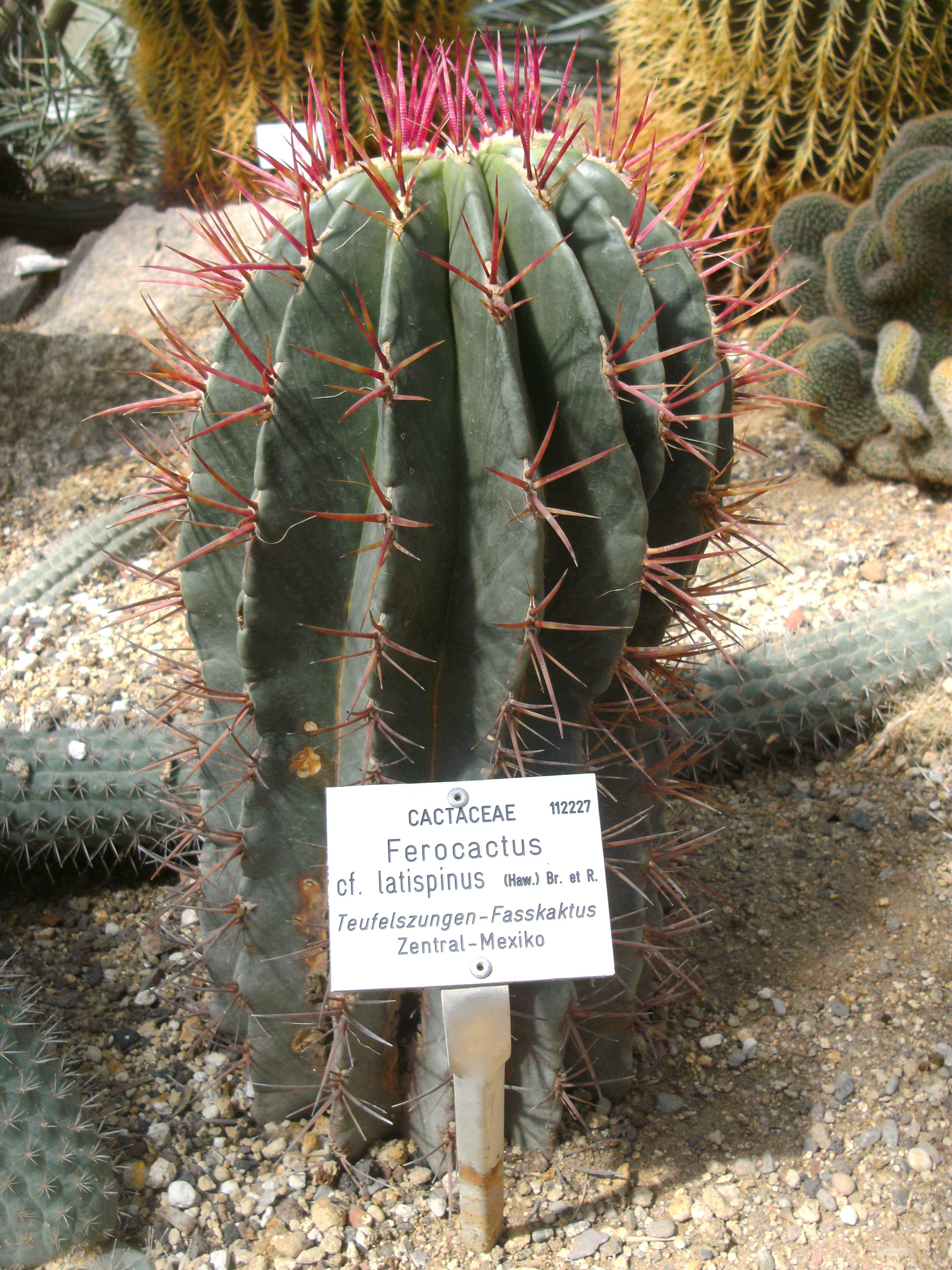